# Rashika El Ridi

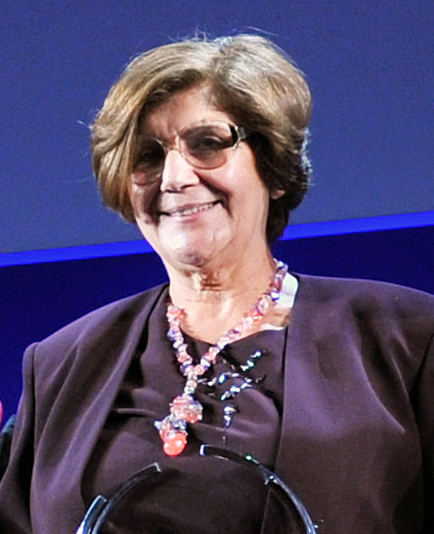
Rashika El-Ridi

Rashika El-Ridi (arabisch رشيقة الريدى, DMG Rašīqa ar-Rīdā; geb. 23. Juni 1941 in Alexandria) ist eine ägyptische Immunologin und Professorin für Immunologie an der Fakultät für Naturwissenschaften der Universität Kairo. Sie wurde durch ihre Entwicklung eines Impfstoffs gegen die Bilharziose bekannt und erhielt dafür 2010 den UNESCO-L’Oréal-Preis.

## Leben
El-Ridi wurde als Tochter einer Kinderärztin und eines Chirurgen in Alexandria geboren. Ihre Mutter, die der türkischen Aristokratie angehörte, erzog sie streng, was ihre Persönlichkeit nachhaltig prägte. Früh entwickelte sie eine kritische und hinterfragende Denkweise sowie ein ausgeprägtes Verantwortungsbewusstsein. Ihre schulische Ausbildung durchlief sie am Lycée d’Héliopolis, wo sie 1960 ihr französisches Baccalauréat erwarb. Im Anschluss studierte sie Immunbiologie und promovierte 1975 am Institut für molekulare Genetik der Tschechoslowakischen Akademie der Wissenschaften in Prag. Nach Abschluss ihrer Promotion kehrte sie nach Ägypten zurück und begann ihre akademische Laufbahn an der Universität Kairo.
Sie forscht seit 1986 als Professorin für Immunologie an der Universität Kairo. Von 1990 bis 2000 leitete sie die Schistosomiasis-Forschung am Biomedizinischen Forschungszentrum der Ägyptischen Organisation für Seren und Impfstoffe in Kairo. Zwischenzeitlich forschte sie als Gastwissenschaftlerin an der Harvard School of Public Health in den Vereinigten Staaten (1995) und an der Universität Hirosaki in Japan (1995–1996).
El-Ridi hat einen Sohn, Hatem, der ebenfalls promovierter Wissenschaftler ist und sie in ihrer Forschung unterstützt.

## Wirken
In ihrer frühen Forschung beschäftigte El-Ridi sich mit der Immunologie von Reptilien. Danach widmete sie sich der Erforschung der Bilharziose, einer parasitären Krankheit, die weltweit rund 200 Millionen Menschen betrifft. El-Ridi entwickelte eine Methode zur Erzeugung von Proteinen, die grundlegend für das Verständnis der Immunreaktion auf diesen Parasiten sind, und legte damit die Grundlagen für einen Impfstoff. El-Ridis Forschungstätigkeit zielt auf die Verbesserung und wirksamere Gestaltung des entwickelten Impfstoffs gegen Bilharziose. Zudem setzt sie sich zur Erhöhung der Qualität und Integrität der wissenschaftlichen Arbeit in Ägypten für eine Reform der universitären Forschungspolitik des Landes ein.
Ihre Arbeiten führten 2010 zur Auszeichnung mit dem UNESCO-L’Oréal-Preis für Frauen in der Wissenschaft, der von Nobelpreisträgern vergeben wird und jährlich an fünf herausragende Wissenschaftlerinnen weltweit verliehen wird. Neben diesem internationalen Preis erhielt El-Ridi auch mehrere nationale Auszeichnungen, darunter den Ägyptischen Staatspreis für Verdienste in Hochtechnologiewissenschaften und den Preis der Universität Kairo für Anerkennung in angewandten Wissenschaften (2002).